# Berufskolleg Marienberg (Neuss)
Das Berufskolleg Marienberg ist eine Ende der 1990er Jahre aus der Höheren Handelsschule Marienberg hervorgegangene Schule für Mädchen in Neuss. Der Schulträger ist das Erzbistum Köln.

## Geschichte
Die Schwestern vom Heiligen Grabe gründeten 1654 in Neuss ein Kloster. Gegen Entgelt erteilten sie Töchtern höherer Stände Privatunterricht. In der Folgezeit hatte das Kloster (und damit die Schule) häufig unter den Wirren der geschichtlichen Ereignisse zu leiden. Mehrfach (z. B. während der französischen Besetzung unter Napoleon) musste die Schule – allerdings immer nur für kurze Zeit – geschlossen werden.
Im Jahre 1855 zogen die Schwestern vom armen Kinde Jesus – ein damals junger Orden, der 1844 von Clara Fey in Aachen gegründet worden war – in das Kloster ein und übernahmen die Leitung der Schule, die sich in der Folgezeit zur Höheren Töchterschule, zum Lyzeum und zum heutigen Gymnasium Marienberg weiterentwickelte. Daneben erlangte die Schule zeitweilig den Status einer Höheren Handelsschule und bot ein Lehrerinnenseminar an, von dem 1866 die ersten Absolventinnen abgingen.
Ab 1912 lautete die offizielle Bezeichnung Lyzeum Marienberg, was eine statusmäßige Aufwertung bedeutete. Die Hälfte des wissenschaftlichen Unterrichts musste nun von akademisch gebildetem Lehrpersonal erteilt werden. Bis dahin hatten fast ausschließlich seminaristisch ausgebildete Lehrpersonen unterrichtet – das heißt in der Regel also Absolventinnen der Lehrerinnenseminare. Das akademisch gebildete Personal bestand hingegen aus – damals wohl noch überwiegend männlichen – Absolventen der Universitäten und ähnlichen höheren Bildungseinrichtungen (vgl. Frauenstudium im deutschen Sprachraum). Mit Beginn des neuen Schuljahres wurde im April 1912 eine realgymnasiale Studienanstalt angegliedert, die zum Abitur führte.
Ostern 1913 richteten die Schwestern dort erstmals einen berufsvorbereitenden Handelskurs ein, an dem 37 Schülerinnen teilnahmen. Dieser Kurs wurde 1925 zu einer staatlich anerkannten zweijährigen Handelsschule erweitert. Zwei Jahre später erhält der Lehrgang den Status als Höhere Handelsschule.
Im März 1940 mussten die Schwestern unter dem Druck der nationalsozialistischen Machthaber die Schule verlassen; alle Kreuze wurden aus den Klassenräumen entfernt. Im Zweiten Weltkrieg wurde die Schule teilweise zerstört, die Einrichtung geplündert.
Ostern 1952 wurde die Höhere Handelsschule wieder eröffnet, zunächst nur einklassig. 1966 erfolgte die Erweiterung zu einer zweijährigen Berufsfachschule. Im Jahre 1985 übernahm mit Studiendirektorin I. Diewald zum ersten Mal eine Person die Leitung der Schule, die keine Ordensfrau war.
Im Jahre 1991 konnten die Schwestern die Trägerschaft nicht länger aufrechterhalten. Die Schule wurde vom Erzbistum Köln übernommen und blieb somit katholisch. Wenige Jahre später wurde die Schule im Zuge der allgemeinen Neugestaltung der Sekundarstufe II in Berufskolleg umbenannt. Trotzdem wurde der traditionelle Name „Höhere Handelsschule“ in der Öffentlichkeit lange Jahre weiter verwendet.
Die letzten 20 Jahre waren durch ein beständiges Wachstum der Schule gekennzeichnet. Besuchten 1985 noch knapp 60 Schülerinnen die Schule, waren es 2006 bereits 190. Im gleichen Jahr 2006 wurde die Schule mit dem ebenfalls in Neuss beheimateten sozialpflegerischen Berufskolleg Marienhaus zum Erzbischöflichen Berufskolleg Neuss zusammengeschlossen. Seitdem ist das Berufskolleg Marienberg nur noch eine Abteilung dieser Schule, blieb aber an ihrem bisherigen Standort mit den gewohnten Wesensmerkmalen erhalten.
Im Jahr 2010 wurde als neuer Bildungsgang das Wirtschaftsgymnasium eingeführt, so dass am Berufskolleg Marienberg nicht nur die Fachhochschulreife, sondern auch das Abitur erworben werden kann.

## Wesensmerkmale
Als kaufmännische Schule hat sich das Berufskolleg Marienberg zum Ziel gesetzt, ihre Schülerinnen optimal auf den Berufseinstieg (oder das Studium an einer Fachhochschule und Universität), aber auch auf das Leben vorzubereiten. Die Schule unterscheidet sich dabei von anderen Berufskollegs durch drei wesentliche Aspekte. Sie ist eine 
- kleine Schule
- Mädchenschule
- katholische Schule

In seit 2007 jährlich durchgeführten, anonymen Befragungen aller Schülerinnen wird deutlich, dass im Schnitt 85 % die durch die genannten Merkmale geprägte Atmosphäre an der Schule sehr schätzen. Der darüber hinaus ausgeprägte europäische Charakter der Schule wird an der 2011 erzielten Zertifizierung zur Europaschule deutlich.